# فسفول
فسفول (به انگلیسی: Phosphole) یک ترکیب شیمیایی با شناسه پاب‌کم ۱۶۴۵۷۵ است. 